# Segestes unicolor
Segestes unicolor är en insektsart som beskrevs av Ludwig Redtenbacher 1892. Segestes unicolor ingår i släktet Segestes och familjen vårtbitare. Inga underarter finns listade i Catalogue of Life.